# Little Nellie Kelly
Little Nellie Kelly – amerykański musical z 1940 roku z Judy Garland w roli głównej.

## Obsada
- Judy Garland jako Nellie Noonan Kelly oraz jako Little Nellie Kelly
- George Murphy jako Jerry Kelly
- Charles Winninger jako Michael "Mike" Noonan
- Douglas McPhail jako Dennis Fogarty
- Arthur Shields jako Timothy Fogarty
- Rita Page jako pani Mary Fogarty
- Forrester Harvey jako Moriarity
- James Burke jako McGowan
- George Watts jako Pan Keevan